# FC 아스타나
FC 아스타나(카자흐어: Астана Футбол Клубы)는 카자흐스탄의 수도 아스타나를 연고로 하는 카자흐스탄의 축구 클럽이다.

## 역사
2009년에 카자흐스탄 국영 철도사의 후원을 받아 로코모티프 아스타나로 창단했으며 2011년에 현재의 명칭으로 이름을 바꾸었다.
창단 6년만인 2015년에 팀 역사상 최초로 UEFA 챔피언스리그 2015-16 조별리그에 진출하여 4무 2패로 준수한 성적을 보였으나 탈락했고 카자흐스탄 프리미어리그 1회 우승, 카자흐스탄컵 2회 우승, 카자흐스탄 슈퍼컵 2회 우승을 했다.

## 경기장
FC 아스타나의 홈 경기장은 아스타나 아레나이다. 2009년 시즌 도중에 카지무칸 무나이트파소프 스타디움에서 현재의 경기장으로 옮겼으며 2011년 1월 31일에는 이 경기장에서 2011년 동계 아시안 게임 개회식이 열렸다. 또한 카자흐스탄 축구 국가대표팀이 사용하는 경기장이기도 하다.

## 스폰서십
| 기간      | 용품 스폰서 | 유니폼 스폰서          |
| --------- | ----------- | ---------------------- |
| 2009–2014 | 아디다스    | 카자흐스탄 테미르 졸리 |
| 2014–     | 아디다스    | 삼룩-카지나            |

## 선수 명단

### 현역
2024년 10월 22일 기준

참고: FIFA 자격 규정에 따라 소속된 국가대표팀 국기를 표시합니다. 선수는 복수의 FIFA 비회원국 국적을 가지고 있을 수 있습니다.
| 번호 | 포지션 | 국적                  | 이름                    |
| ---- | ------ | --------------------- | ----------------------- |
| 1    | GK     | 카자흐스탄            | 네나드 에리치           |
| 2    | DF     | 카자흐스탄            | 옐도스 아크메토프       |
| 5    | DF     | 보스니아 헤르체고비나 | 마린 아니치치           |
| 8    | MF     | 카자흐스탄            | 조지 주코프             |
| 9    | FW     | 카자흐스탄            | 알렉시 슈체트킨         |
| 11   | MF     | 카자흐스탄            | 세리크잔 무지코프       |
| 12   | DF     | 카자흐스탄            | 이고르 피칼킨           |
| 14   | MF     | 카자흐스탄            | 아르닥 사울렛           |
| 15   | MF     | 카자흐스탄            | 압잘 베이세베코프       |
| 16   | MF     | 카자흐스탄            | 블라디슬라프 멘디바예프 |
| 17   | FW     | 카자흐스탄            | 타낫 누세르바예프       |

| 번호 | 포지션 | 국적       | 이름                    |
| ---- | ------ | ---------- | ----------------------- |
| 19   | MF     | 카자흐스탄 | 알렉시 노디오노프       |
| 20   | MF     | 카자흐스탄 | 자크야프 코잠베르디     |
| 22   | FW     | 카자흐스탄 | 바우이르잔 졸치예프     |
| 23   | FW     | 가나       | 패트릭 트우마시         |
| 24   | MF     | 우크라이나 | 데니스 데데츠코         |
| 28   | DF     | 카자흐스탄 | 비르잔 컬베코프         |
| 40   | GK     | 카자흐스탄 | 미카일 골루브니치       |
| 44   | DF     |            | 에브게니 포스트니코프   |
| 77   | DF     | 카자흐스탄 | 드미트리 숌코           |
| 85   | GK     | 카자흐스탄 | 블라디미르 로기노프스키 |
| 88   | MF     | 카자흐스탄 | 로저 카냐스             |

## 역대 감독
| 감독                | 임기      |
| ------------------- | --------- |
| 세르게이 유란(대행) | 2009      |
| 올레흐 프로타소우   | 2012      |
| 이오안 안도네       | 2013      |
| 미할 빌레크         | 2020      |
| 안드레이 티호노프   | 2020~2021 |
| 그리고리 바바얀     | 2022~     |

## 수상 내역

### 리그
- 카자흐스탄 프리미어리그[1]

우승 (7): – 2014, 2015, 2016, 2017, 2018, 2019, 2022
준우승 (2) – 2009, 2013

### 컵 대회
- 카자흐스탄 컵[1]

우승 (2) – 2010, 2012
- 카자흐스탄 슈퍼 컵[1]

우승 (6): – 2011, 2015, 2018, 2019, 2020, 2023
준우승 (3) – 2015, 2016, 2017